# Resident Evil Village
Resident Evil: Village é um jogo eletrônico de survival horror desenvolvido e publicado pela Capcom. É a sequência de Resident Evil 7: Biohazard (2017) e o décimo título principal da série Resident Evil. Os jogadores controlam Ethan Winters, que busca sua filha sequestrada em uma misteriosa vila repleta de criaturas mutantes. Village mantém elementos de survival horror dos títulos anteriores, com jogadores vasculhando ambientes em busca de itens e gerenciando recursos, além de adicionar uma jogabilidade mais voltada para a ação, com maior número de inimigos e maior ênfase no combate.
Resident Evil Village foi anunciado no evento de revelação do PlayStation 5 em junho de 2020, e foi lançado para PlayStation 4, PlayStation 5, Stadia, Windows, Xbox One e Xbox Series X/S em 7 de maio de 2021. Posteriormente, portes para macOS e para o Nintendo Switch foram disponibilizadas em outubro de 2022, e um versão de PlayStation VR2 foi lançada em 22 de fevereiro de 2023. Um versão para iOS foi lançada em 30 de outubro de 2023.
Resident Evil Village recebeu avaliações geralmente positivas dos críticos, com elogios à jogabilidade, cenário e variedade, mas críticas aos quebra-cabeças, lutas contra chefes e problemas de desempenho na versão para Windows; o foco maior na ação dividiu opiniões. O jogo venceu múltiplos prêmios de fim de ano, incluindo o de Jogo do Ano no Golden Joystick Awards. Até novembro de 2024, o jogo já havia vendido mais de 10.5 milhões de unidades. Uma sequência, Resident Evil Requiem, tem lançamento previsto para 27 de fevereiro de 2026.

## Jogabilidade
Assim como o Resident Evil 7: Biohazard, o jogo é desenvolvido no RE Engine e é jogado em uma perspectiva em primeira pessoa.

## Enredo

### Trama

Os antagonistas (sentido horário): Lady Dimitrescu, Beneviento, Mãe Miranda, Moreau e Heisenberg.

Três anos depois de derrotar os Bakers e Eveline em Dulvey, Ethan e Mia Winters foram transferidos à Europa por Chris Redfield, a fim de começarem uma nova vida com sua filha recém-nascida, Rosemary Winters. Em uma determinada noite, Mia é assassinada por Chris Redfield enquanto ele e seu esquadrão Houndwolf invadem a casa, deixando Ethan inconsciente e sequestrando-o junto com sua filha. Ao acordar, Ethan se depara ao lado de um caminhão de transporte capotado, chegando a nas proximidades de uma vila aterrorizada por licanos. Ethan é incapaz de salvar os aldeões restantes, sendo capturado e levado perante a sacerdotisa da aldeia, denominada de Mãe Miranda e os quatro Lordes. Ethan consegue escapar de seus captores e se aventura no castelo de Lady/Alcina Dimitrescu para encontrar Rosemary — com o apoio de um comerciante local conhecido como Duque. Ethan elimina Dimitrescu e suas filhas Bela, Cassandra e Daniela, encontrando um frasco contendo a cabeça de Rosemary. O duque explica que Miranda colocou as partes do corpo de Rosemary em quatro frascos diferentes para um ritual especial e que ela pode ser restaurada se Ethan recuperar os outros frascos mantidos pelos senhores restantes.
Posteriormente, enquanto luta contra os lordes Beneviento e Moreau por seus frascos, Ethan descobre que o esquadrão Houndwolf também está na vila. Ethan passa no teste do último lorde, Heisenberg, em busca do quarto e último frasco — a qual é convidado para a fábrica do lorde — onde Heisenberg oferece uma proposta para derrotar Miranda juntos. Entretanto, Ethan recusa-se a trabalhar junto com Heisenberg entrando em combate com o lorde. Ethan encontra e confronta Chris sobre a morte de Mia, descobrindo que a "Mia" que Chris matou durante a cutscene inicial, na verdade era Miranda disfarçada de sua esposa. Chris revela que Miranda queria Rosemary para a cerimônia, a fim de trazer sua filha Eva morta no final da Primeira Guerra Mundial, durante a pandemia da gripe espanhola. Chris destrói a fábrica de Heisenberg enquanto Ethan usa um tanque improvisado para derrotar Heisenberg. Miranda confronta Ethan e o mata depois que ela revela seus planos de tomar Rosemary como sua filha.
Chris testemunha a morte de Ethan e leva-o para o esquadrão Houndwolf junto com Rosemary. Enquanto a força de assalto BSAA distrai Miranda, entrando em uma caverna abaixo da vila, descobre-se o local do Megamiceto (chamado de "raiz fúngica") — a fonte do molde. Chris planta uma bomba no Megamiceto e prossegue nas cavernas onde encontra o laboratório de Miranda, descobrindo que ela viveu um século desde que entrou em contato com o fungo, sendo a mentora do Oswell E. Spencer, fundador da Umbrella Corporation. Miranda usou o conhecimento coletivo daqueles que o fungo registrou para transformar a vila em seu laboratório pessoal para reviver sua filha, Eva, com os quatro lordes e Eveline, que possuía o DNA de Eva, sendo experimentos fracassados. Ela encontrou compatibilidade em Rosemary, a quem considerou uma Eveline aperfeiçoada devido às suas habilidades especiais herdadas de Ethan e Mia. Chris também resgata a prisioneira Mia, descobrindo que Ethan ainda está vivo quando Mia revela seus poderes.
Ethan revive após encontrar Eveline no limbo, revelando que ele foi morto em seu primeiro encontro com Jack Baker em Dulvey, mas foi revivido pelo molde que lhe deu poderes regenerativos. O Duque leva Ethan ao local do ritual onde Miranda está tentando reviver Eva, mas só consegue reviver Rosemary. Miranda enfurecida batalha com Ethan, que a mata, antes que o Megamiceto surja do chão. Ethan, com o corpo se deteriorando por ter atingido seu limite, se sacrifica para detonar a bomba que Chris plantou no fungo, visando dar-lhes tempo da esquadrão fugir para um local seguro. Enquanto Mia lamenta a perda de Ethan, Chris descobre que os soldados da BSAA enviados para a vila eram armas biológicas orgânicas, ordenando que seu esquadrão se dirija ao quartel-general europeu da BSAA para obter respostas.
Em uma cena pós-crédito, a adolescente Rosemary visita o túmulo de Ethan antes de ser chamada para uma missão em nome de uma organização não revelada. Enquanto ela e sua escolta se afastam, uma figura desconhecida é vista se aproximando de seu veículo.

### Shadows of Rose(DLC)
Rose, agora com dezesseis anos, foi separada de Mia enquanto estava sob a proteção de Chris. Ela se tornou uma pária social devido às suas habilidades adquiridas com o Megamiceto, ressentindo-se de seus poderes. Canine (Ca), um membro do Houndwolf, informa-a da pesquisa de Miranda que existe um Cristal Purificador dentro do reino do Megamiceto que pode remover as habilidades de Rose; ele propõe que ela encontre o resto da pesquisa de Miranda dentro da consciência do fragmento de Megamiceto que ele resgatou. Rose usa seus poderes para entrar na mente do Megamiceto, onde ela se descobre em um reino semelhante ao castelo de Lady Dimitrescu. Ela o encontra coberto de mofo, com monstros liderados por uma versão do Duque atacando e matando clones de si mesma. Ela é ajudada por um espírito guia que se chama Michael. Apesar de Michael desaconselhar buscar o Megamiceto, Rose persiste, querendo se livrar de seus poderes. Rose escapa do castelo, mas cai em um estrato mais profundo dentro do Megamiceto.
Rose se encontra em uma réplica da casa de Beneviento, onde revive sua infância traumática, com o líder do reino culpando a ausência de seu pai. Para confortar Rose, Michael mostra a ela um reino semelhante à sua casa quando bebê. A perpetradora do reino revela-se Eveline, procurando matar Rose por ciúmes por ser um experimento fracassado e não amado. Michael mais uma vez ajuda Rose a escapar. Rose se encontra em um estrato mais profundo que lembra a vila onde foi sequestrada. Lá, ela descobre e usa o Cristal Purificador para remover seus poderes, mas também encontra a consciência de Miranda, que revela que Canine era uma ilusão para atrair Rose para o Megamiceto. Ainda determinada a reviver Eva, Miranda pretende usar Rose como receptáculo, agora que ela está impotente. Michael se manifesta e revela ser a consciência de Ethan dentro do Megamiceto, e ajuda Rose a escapar. Ethan fica gravemente ferido e a encoraja a sair, mas Rose quebra o cristal e abraça seus poderes para destruir Miranda. Rose abraça seu pai, e Ethan pede desculpas por não estar lá para sua educação, mas diz a Rose que está orgulhoso dela. Rose deixa a consciência do Megamiceto e visita o túmulo de Ethan antes de ser chamado para uma missão para uma organização não revelada. Enquanto ela e sua escolta se afastam, uma figura desconhecida é vista se aproximando do veículo. Ethan pede desculpas por não estar lá para sua educação, mas diz a Rose que está orgulhoso dela. Rose deixa a consciência do Megamiceto e visita o túmulo de Ethan antes de ser chamado para uma missão para uma organização não revelada. 